# قتل الرضيع
قتل الرُضع هو القتل المتعمد للرضع. لقد وجد الباحثون في قتل الأطفال أن الأمهات أكثر عرضة من الآباء لأن يقتلوا الأطفال حديثي الولادة وأكثر عرضة بقليل لارتكاب قتل الأطفال بشكل عام. تشير عالمة الأنثروبولوجيا ليلى ويليامسون إلى أن «وأد الأطفال يحدث في كل قارة ومن قِبل الناس على كل مستوى ثقافي، من الصيادين إلى الحضارات العليا بما في ذلك أسلافنا. بدلاً من أن يكون استثناءً، فهو إذن القاعدة». تم اعتبار بعض أشكال قتل الرُضع في العديد من المجتمعات الماضية مسموحًا بها.

## تاريخيًا
وقد اتخذت ممارسة الوأد أشكالا عديدة على مر الزمن. قد يكون التضحية بالطفل لشخصيات أو قوى خارقة للطبيعة مثل تلك التي يُعتقد أنها مارست في قرطاج القديمة، المثال الأكثر شهرة في العالم القديم.
هناك طريقة متكررة لوأد الأطفال في أوروبا وآسيا القديمة وهي ببساطة التخلي عن الرضيع، وتركه ليموت بسبب التخلي وحيداً (مثل انخفاض حرارة الجسم أو الجوع أو العطش أوهجمة حيوانية).
تم قتل الأطفال حتى القرن العشرين عن طريق خنق الطفل في جزيرة واحدة على الأقل في أوقيانوسيا، بينما في أمريكا الوسطى ما قبل كولومبوس وفي إمبراطورية الإنكا تم القيام به عن طريق الذبح (انظر أدناه).

### العصر الحجري القديم والحجري الحديث
لجأت العديد من مجموعات العصر الحجري الحديث بشكل روتيني إلى قتل الأطفال من أجل السيطرة على أعدادهم حتى تحفظ أراضيهم. اعتقد جوزيف بيردسيل أن معدلات قتل الأطفال في عصور ما قبل التاريخ كانت تتراوح بين 15% و 50% من إجمالي عدد المواليد، في حين أن ليلى وليامسون قدرت معدل أقل يتراوح بين 15% إلى 20 ٪. يعتقد كل من علماء الأنثروبولوجيا أن هذه المعدلات المرتفعة من قتل الأطفال استمرت حتى تطور الزراعة خلال ثورة العصر الحجري الحديث. وقد حسب علماء الأنثروبولوجيا المقارنة أن 50% من الأطفال حديثي الولادة قد قتلوا على أيدي آبائهم خلال العصر الحجري القديم. لم يُقتل الأطفال فعليًا بالضرورة ولكن قد يكون بسبب الإهمال وسوء التغذية المتعمد أيضًا كما اقترح فيسينتي لول.

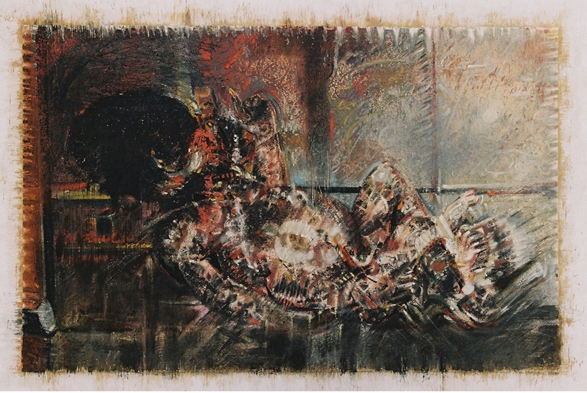
قتل الأطفال للفنان المكسيكي أنطونيو غارسيا فيغا.

### في التاريخ القديم

#### في العالم الجديد
اكتشف علماء الآثار دليلًا ماديًا على ذبح الأطفال في عدة مواقع. من أفضل الأمثلة المصدق عليها هي الطقوس المتنوعة التي كانت من الممارسات الدينية في أمريكا الوسطى وإمبراطورية الإنكا..

#### في مصر القديمة
تم تقدير الأطفال من كلا الجنسين وليس هناك دليل على قتل الأطفال في الأسر المصرية على جميع المستويات الاجتماعية. نهى دين المصريين القدماء قتل الأبناء وخلال الفترة اليونانية الرومانية أنقذوا الأطفال المهجرين من أكوام السماد وهي طريقة شائعة للوأد من قبل الإغريق أو الرومان، وكان يُسمح لهم إما بتبنيهم كقذر أو تربيتهم كعبيد. اعتبر سترابو من فضائل المصريين أنه يجب تربية كل طفل. يشير ديودوروس إلى أن قتل الأطفال كان جريمة يعاقب عليها. كانت مصر تعتمد اعتمادًا كبيرًا على الفيضان السنوي لنهر النيل لري الأراضي وقد تحدث المجاعات الشديدة نتيجة لسقوط المياه المنخفضة بسبب حدوث انهيار في النظام الاجتماعي خاصة بين 930-1070 م و 1180-1350 م. تم تسجيل حالات أكل لحوم البشر خلال هذه الفترات لكن من غير المعروف ما إذا كان هذا قد حدث خلال العصر الفرعوني لمصر القديمة. يصف بياتركس مديانت رينيس ذبح الأطفال بأنه حدث في أبيدوس في فترة الأسرات المبكرة (حوالي 3150-2850 قبل الميلاد)، بينما يؤكد جان أسمان أنه لا يوجد دليل واضح على ذبح الأطفال في مصر القديمة.

#### قرطاج
وفقًا لشيلبي براون ضحى القرطاجيون - أحفاد الفينيقيين - بالرضع من أجل آلهتهم. تم العثور على عظام متفحمة لمئات الرضع في المواقع الأثرية القرطاجية. واحدة من هذه المنطقة مأوى ما يصل إلى 20,000 مدفون. يشير المتشككون إلى أن جثث الأطفال التي عثر عليها في المقابر القرطاجية والفينيقية كانت مجرد رفات محترقة للأطفال الذين ماتوا بشكل طبيعي.

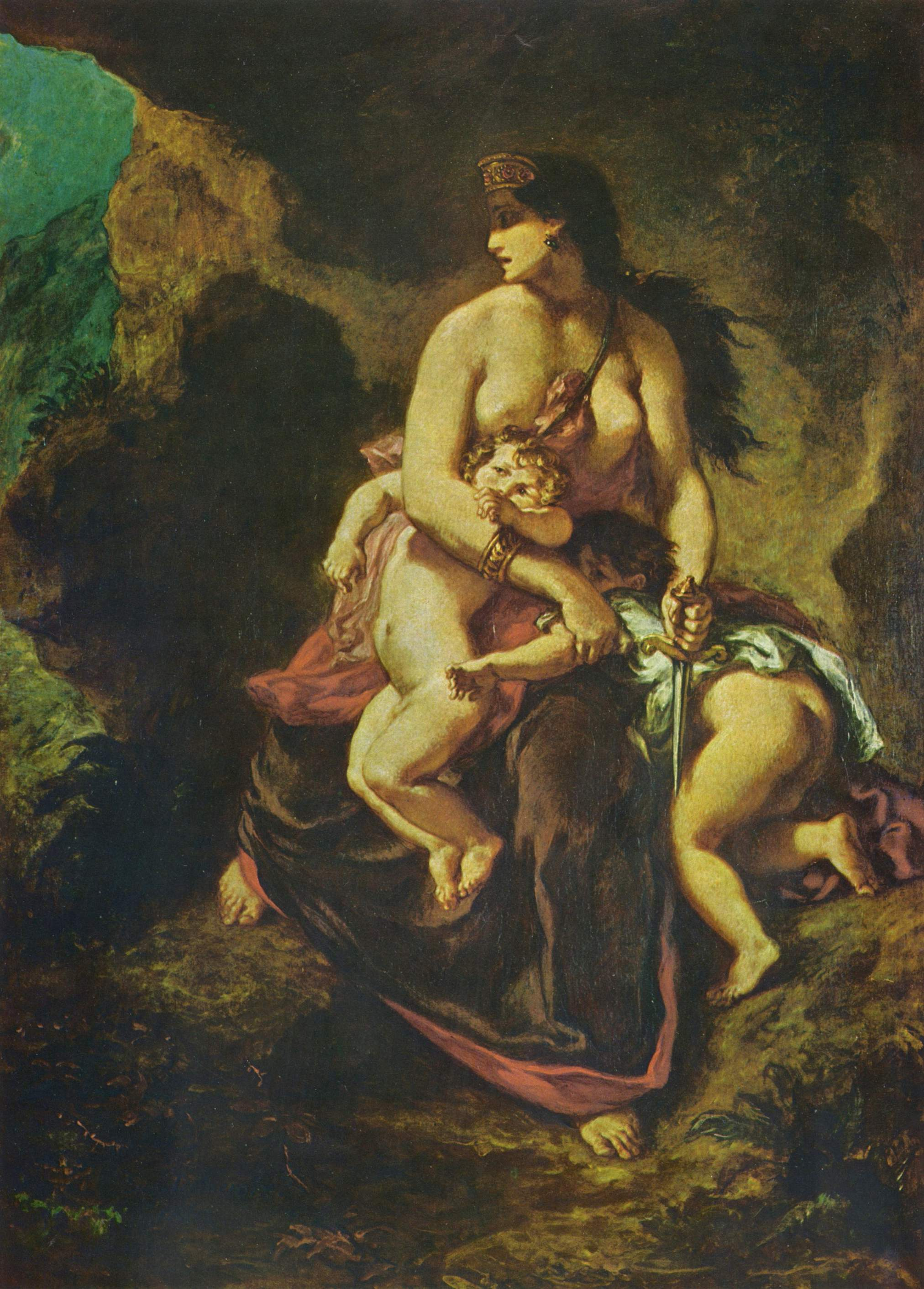
مديا تقتل أبناءها، بواسطة يوجين فرديناند فيكتور ديلاكروا (1862).

وصف كليتارخوس في كتابه في القرن الثالث قبل الميلاد أن الأطفال دخلوا في الحفرة المشتعلة. كتب ديودور سيكولوس أنه تم تحميص الأطفال حتى الموت داخل الحفرة المحترقة للإله بعل هامون، وهو تمثال من البرونز..

#### اليونان وروما
كان يتم تعليق شريط من الصوف على الباب الأمامي للإشارة إلى طفلة وغصن زيتون للإشارة إلى ولادة طفل لإخطار الجيران بميلاد طفل، لم تحتفظ العائلات دائمًا بطفلها الجديد. كانت المرأة حين تضع طفلها تحمله لزوجها فإذا قبله الزوج فسوف يعيش، لكن إذا رفض ذلك الطفل فسوف يموت. غالبًا ما يتم رفض الأطفال إذا كانوا غير شرعيين أو غير صحيين أو مشوهين أو عبئًا كبيرًا على الأسرة. لم يتم قتل هؤلاء الأطفال بشكل مباشرولكن يتم وضعهم في وعاء أو جرة طينية مهجورة خارج الباب الأمامي أو على الطريق. في الدين اليوناني القديم، منعت هذه الممارسة المسؤولية عن الوالدين لأن الطفل سيموت لأسباب طبيعية مثل الجوع أو الاختناق أو التعرض للبيئة.
أصبح قتل الأطفال جريمة قتل في القانون الروماني في عام 374 بعد الميلاد، ولكن نادراً ما تمت محاكمة الجناة.
وفقا للأساطير، نجا رومولوس وريموس وهما ابنا رضيعان لإله الحرب مارس من قتل الأطفال بعد أن قذفوا في نهر التيبر. وفقًا للأسطورة، تم تربيتها بواسطة الذئاب وأسسوا لاحقًا مدينة روما

#### العصور الوسطي

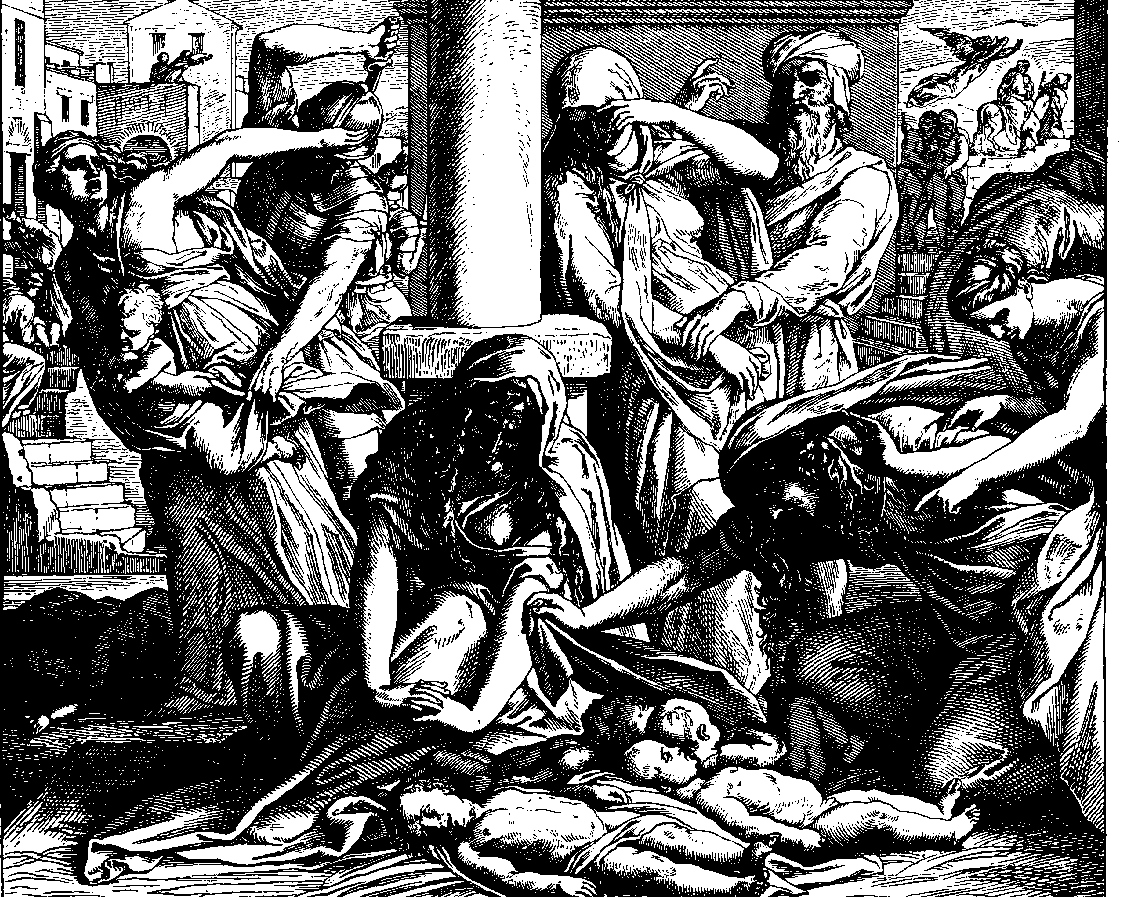
مذبحة الأبرياء لجوليوس شنور فون كارولزفيلد، 1860

في حين أن اللاهوتيين ورجال الدين كانوا يقضون حياتهم في الوعظ الديني، استمر الناس في التخلي عن المواليد الجدد كما هو مسجل في كل من سجل الأدبيات والوثائق القانونية وفقًا لويلام ل. لانجر، كان التعرض في العصور الوسطى "يُمارس على نطاق هائل مع الإفلات التام من العقاب، ولاحظ  بعض الكتاب اللامبالاة القاسية: لاحظ ريتشارد تريكسلر في نهاية القرن الثاني عشر أن النساء الرومانيات ألقين أطفالهن حديثي الولادة في نهر التيبر في وضح النهار.
في العصور الوسطى، على عكس المناطق الأوروبية الأخرى كان للأم الألمانية التخلي عن المواليد الجدد. تم التضحية بالأطفال في جوتلاند، السويد.
ومع ذلك، كانت نسب الجنس مرتفعة للغاية شائعة في أوروبا حتى العصور الوسطى والتي قد تشير إلى قتل الأطفال حسب الجنس.

#### اليهودية
تحظر اليهودية قتل الأطفال، ويعود ذلك إلى عصر مبكر. كتب المؤرخون الرومان عن أفكار وعادات الشعوب الأخرى والتي كانت متباعدة في كثير من الأحيان عن تلك الخاصة بهم. سجل تاسيتوس أن اليهود يعتبرون قتل الأطفال جريمة. كتب جوزيفوس - الذي أعطت أعماله نظرة ثاقبة مهمة عن اليهودية في القرن الأول - أن الله «يمنع النساء من التسبب في الإجهاض لما ولدن، أو قتلهم بعد ذلك».

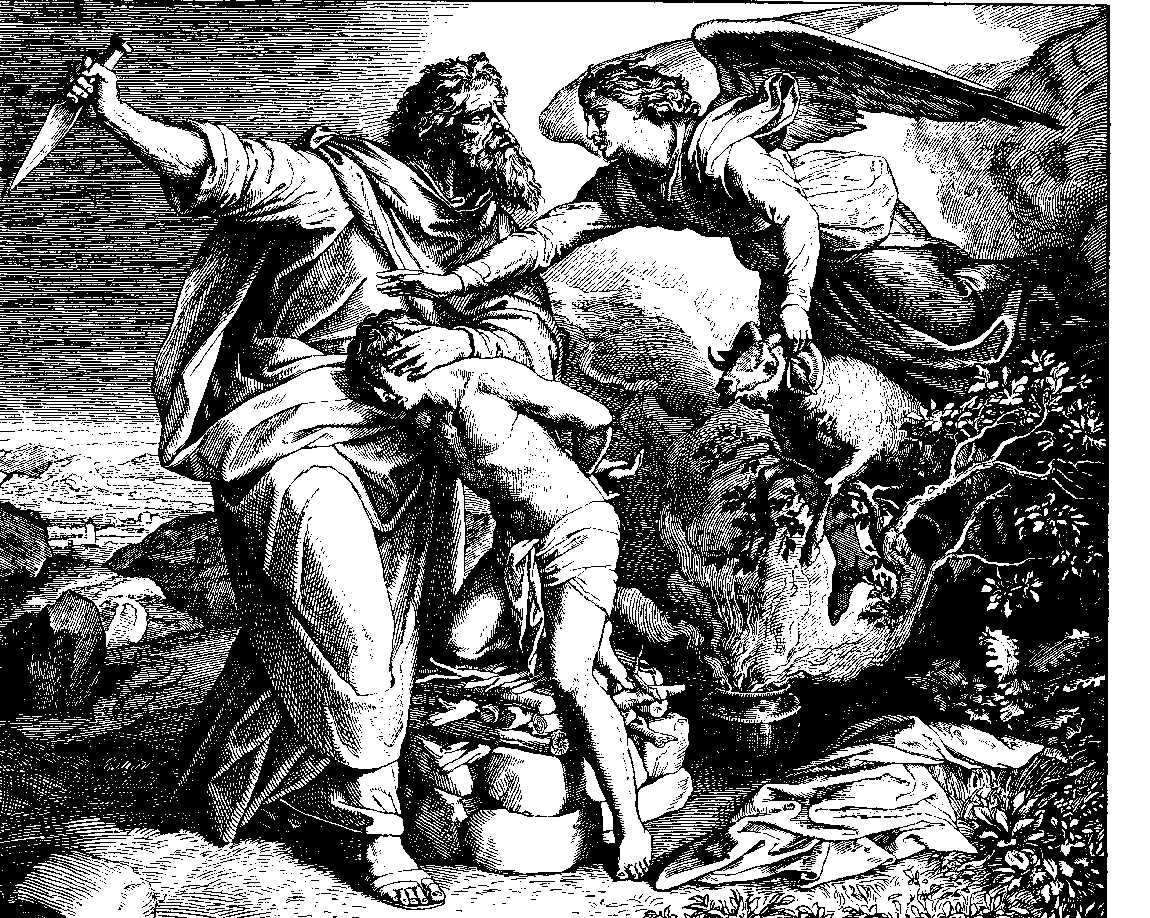
في هذا التصوير للكاتب يوليوس شنور فون كارولزفيلد، 1860، لم يُظهر إبراهيم أنه يضحّي بإسحاق.

#### القبائل الوثنية الأوروبية
وصف جون لوبوك في كتابه السابق للتاريخ ذي النفوذ الكبير العظام المحترقة التي تشير إلى ممارسة ذبح بالأطفال في بريطانيا الوثنية.
يروي موقع lslendingabók - المصدر الرئيسي للتاريخ القديم لأيسلندا - أنه عند تحويل أيسلندا إلى المسيحية في عام 1000 تم السماح بقتل حديثي الولادة من أجل جعل الانتقال أكثر قبولا إلى الوثنيين. ومع ذلك، تم إلغاء هذا الحكم - مثل غيرها من التنازلات التي قدمت في ذلك الوقت إلى الوثنيين - بعد بضع سنوات.

### المسيحية
وقد رفض بعض المسيحيين البارزين قتل الأطفال صراحة. قالت تعاليم الرسل أو الديداش «لا تقتل طفلاً عن طريق الإجهاض ولا تقتله عندما يولد». ذكرت رسالة بولس الرسول برنابا أمرًا متطابقًا. أكد أيضًا المدافع عن حقوق الإنسان  جوستين  أن تعريض طفل رضيع حتى الموت كان عملاً شريرًا. اعتبر قسطنطين الأول قتل الأطفال جريمة في عام 318 بعد الميلاد، وفي عام 374 بعد الميلاد، أمر فالنتينيان الأول بتربية جميع الأطفال (كان التخلي عن الأطفال - وخاصة الفتيات - أمرًا شائعًا). أعلن مجلس القسطنطينية أن وأد الأطفال هو جريمة قتل، وفي عام 589 ميلادي، اتخذ مجلس توليدو الثالث تدابير ضد عادة قتل أطفالهم.

### العرب
تزعم بعض المصادر الإسلامية أن المجتمع العربي الجاهلي مارس قتل الأطفال كشكل من أشكال «تحديد النسل بعد الولادة». تم استخدام كلمة ’’وأد‘‘ لوصف هذه الممارسة. تشير هذه المصادر إلى أن قتل الأطفال كان يُمارس إما من العوز (وبالتالي تمارس على الذكور والإناث على حد سواء)، أو «كخيبة أمل وخوف من العار الاجتماعي الذي يشعر به الأب عند ولادة ابنة».
يعتقد بعض المؤلفين أن هناك القليل من الأدلة على أن قتل الأطفال كان سائداً في شبه الجزيرة العربية ما قبل الإسلام أو التاريخ الإسلامي المبكر، باستثناء حالة قبيلة تميم التي مارست ذلك أثناء المجاعة الشديدة وفقًا للمصادر الإسلامية. يذكر آخرون أن «قتل الإناث كان شائعًا في جميع أنحاء شبه الجزيرة العربية خلال هذه الفترة الزمنية» (العربية ما قبل الإسلامية)، وخاصة عن طريق دفن المولود جديد حيًا.

### الإسلام
يحظر وأد الأطفال صراحة في القرآن.  {وَلَا تَقْتُلُوا أَوْلَادَكُمْ خَشْيَةَ إِمْلَاقٍ نَحْنُ نَرْزُقُهُمْ وَإِيَّاكُمْ إِنَّ قَتْلَهُمْ كَانَ خِطْئًا كَبِيرًا} (31) سورة الإسراء. يعتبر قتل الأطفال خطيئة خطيرة جنبا إلى جنب مع الشرك والقتل. تم استنكار قتل الأطفال بشكل ضمني في قصة ذبح فرعون من أبناء بني إسرائيل الذكور.

### أوكرانيا وروسيا
قد يكون تم استخدام قتل الأطفال كذبيحة بشرية كجزء من عبادة بيرون الوثنية. يصف ابن فضلان الممارسات القربانية وقت رحلته إلى كييف روس (أوكرانيا الحالية) في 921-922، ويصف حادثة امرأة ضحت طواعية بحياتها كجزء من طقوس جنازة لزعيم بارز لكنه لم يذكر قتل الأطفال.
في كامتشاتكا، قُتل أطفال وألقوا للكلاب. أشار المستكشف الأمريكي جورج كينان إلى أنه بين الكوريك - وهم منغوليين من شمال شرق سيبيريا - كان قتل الأطفال لا يزال شائعًا في القرن التاسع عشر. واحد من زوج التوائم كان يتم التضحية به دائمًا.

### جورجيا
قتل السفانيين الإناث حديثي الولادة عن طريق ملء أفواههم بالرماد الساخن.

### المملكة المتحدة
اكتسب قتل الأطفال (كجريمة) أهمية شعبية وبيروقراطية في بريطانيا الفيكتورية. بحلول منتصف القرن التاسع عشر في سياق الجنون الجنائي والدفاع الجنوني اجتذب قتل الأطفل جدلاً عنيفًا، حيث تم تحديد دور المرأة في المجتمع عن طريق الأمومة، وكان يُعتقد أن أي امرأة قتلت طفلها بحكم المجنونة ولا يمكن اعتبارها مسؤولة عن تصرفاتها.
ذكرت التايمز أن 67 رضيعًا قُتلوا في لندن في عام 1861، و 150 طفلاً تم تسجيلهم على أنهم «وجُدوا مقتولين»، تم العثور على الكثير منهم في الشوارع. وخُطف 250 آخرون، نصفهم لم يُسجّلوا كوفاة عرضية.

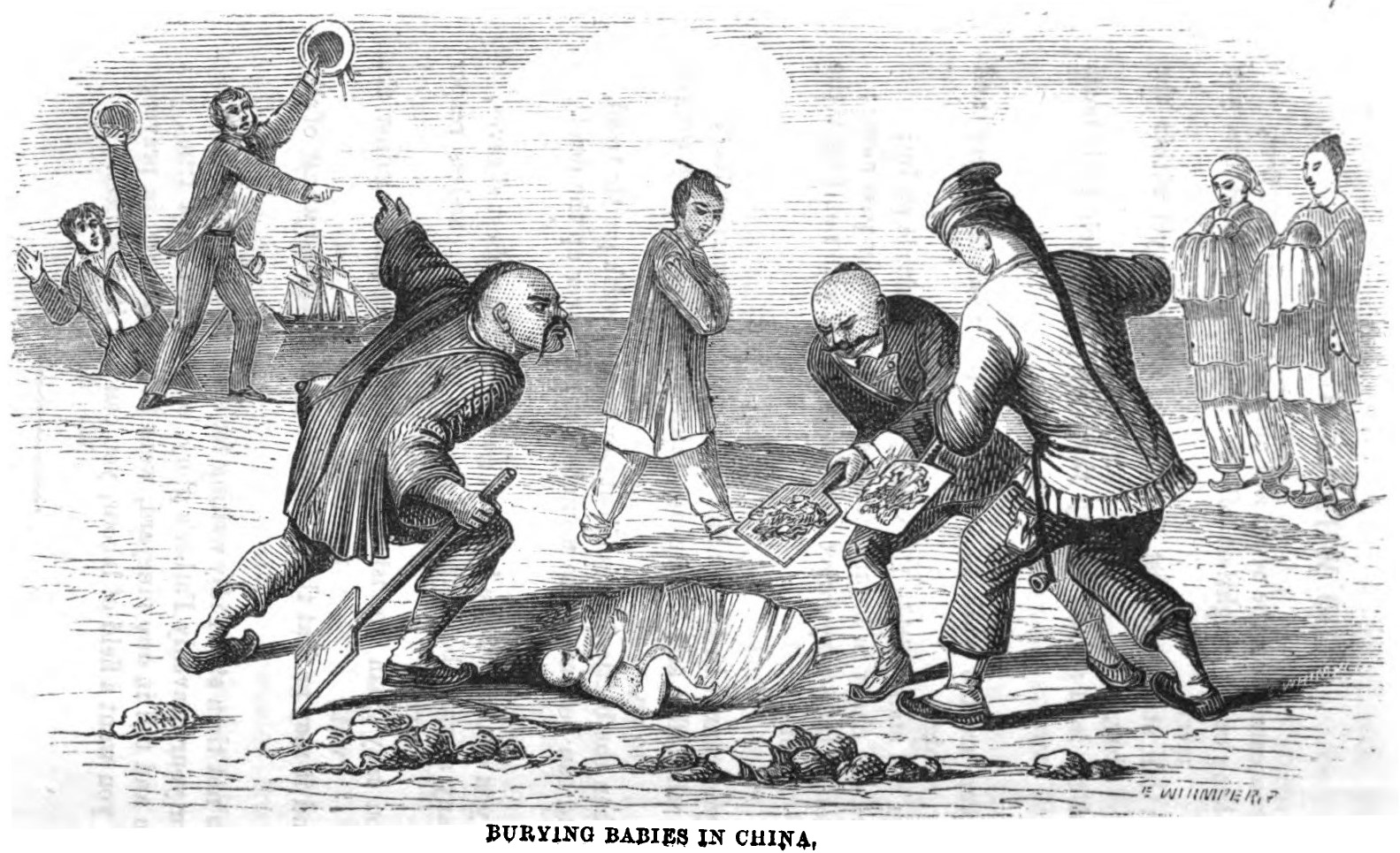
دفن الأطفال في الصين (18 مارس، 1865 والعشرون)

### آسيا

#### الصين
تم فرض أقسى العقوبات على ممارسي قتل الأطفال بموجب القوانين القانونية لأسرة تشين وسلالة هان في الصين القديمة.
رأى المستكشف ماركو بولو حديثي الولادة وقد تخلي عنهم أهلهم في مانزي. مارس المجتمع الصيني ممارسة الجنس الانتقائي. كتب الفيلسوف هان فاي تزو - وهو عضو في الطبقة الأرستقراطية الحاكمة في القرن الثالث قبل الميلاد والذي طور مدرسة القانون- : «عند يولد صبيًا فإن الأب والأم يهنئان بعضهما البعض ولكن عندما ينتجان فتاة يتركوها حتى الموت». كانت طريقة قتل الرضيع هي وضعها في دلو من الماء البارد الذي كان يطلق عليه «ماء الطفل» بين أهل هاكا وفي يوننان وآنهوي وسيتشوان وجيانغشي وفوجيان.
عرف قتل الأطفال في الصين منذ القرن الثالث قبل الميلاد، وبحلول عهد أسرة سونغ (960–1279 م)، كان واسع الانتشار في بعض المقاطعات. سمح الاعتقاد البوذي سماح لسكان البلاد الفقراء بقتل أطفالهم حديثي الولادة إذا شعروا بعدم القدرة على رعايتهم على أمل أن يولدوا من جديد في ظروف أفضل. علاوة على ذلك، فإن بعض الصينيين لم يعتبروا الأطفال حديثي الولادة «بشر» بالكامل ورأوا أن «الحياة» تبدأ في مرحلة ما بعد الشهر السادس بعد الولادة.
يلاحظ الكتّاب المعاصرون من أسرة سونغ أنه في مقاطعتي هوبي وفوجيان، احتفظ السكان فقط بثلاثة أبناء وبنتين (بين المزارعين الفقراء ابنين وابنة واحدة)، ويقتلون جميع الأطفال الذين يتجاوزون هذا العدد عند الولادة. في البداية كان جنس الطفل عاملًا رئيسيًا يجب مراعاته. بحلول وقت عهد أسرة مينغ (1368-1644)، كان قتل الأطفال الذكور غير شائع بشكل متزايد. ظل معدل انتشار قتل الأطفال الإناث أعلى بكثير. حجم هذه الممارسة يخضع لبعض الجدال؛ ومع ذلك، أحد التقديرات الشائعة هو أنه بحلول أواخر تشينغ كان ما بين خُمس وربع جميع الفتيات حديثي الولادة عبر الطيف الاجتماعي بأكمله ضحايا للقتل.
قال الطبيب الإسكتلندي جون دادجون الذي عمل في بكين، خلال عهد أسرة تشينغ «إن قتل الأطفال لا يسود بالقدر الذي نعتقده عمومًا وفي الشمال لا وجود له على الإطلاق.»

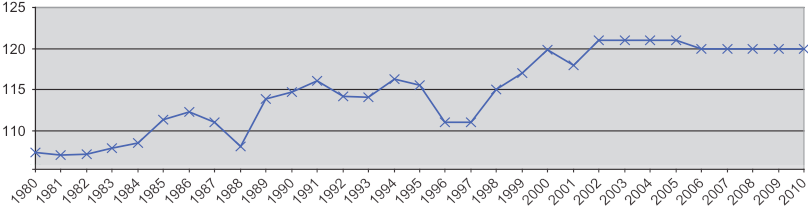
نسبة الجنس عند الولادة في الصين القارية، ذكور لكل 100 أنثى، 1980-2010.

الإجهاض الانتقائي حسب الجنس أو تحديد الجنس (بدون استخدامات طبية)، والتخلي عن الأطفال، وقتل الأطفال غير شرعي في البر الرئيسي للصين الحالية. ومع ذلك، أعلنت وزارة الخارجية الأمريكية ومنظمة العفو الدولية لحقوق الإنسان أن برامج تنظيم الأسرة في البر الرئيسي للصين - والتي تسمى سياسة الطفل الواحد (تغيرت إلى سياسة طفلين في الوقت الحاضر) - تسهم في قتل الأطفال. قدرت الفجوة بين الجنسين بين الذكور والإناث الذين تتراوح أعمارهم بين 0-19 سنة بنحو 25 مليون في عام 2010 من قبل صندوق الأمم المتحدة للسكان. ولكن في بعض الحالات، من أجل تجنب برامج تنظيم الأسرة في البر الرئيسي للصين لا يقوم الآباء بإبلاغ الحكومة عندما يولد طفل (في معظم الحالات فتاة)، لذلك لن يكون لديه هويه في الحكومة ويمكنه الاحتفاظ به بعد الولادة دون غرامات أو عقوبة. في عام 2017، أعلنت الحكومة أن جميع الأطفال الذين ليس لديهم هوية يمكنهم الآن الحصول على هوية قانونية تُعرف باسم سجل العائلة.

#### اليابان
منذ الحقبة الإقطاعية إيدو اليابانية، كانت اللغة الشائعة للقتال هي "mabiki" (間 引 き) مما يعني سحب النباتات من حديقة مكتظة. الطريقة المعتادة في اليابان هي الاختناق من خلال الورق الرطب على فم وأنف الطفل. أصبحت وسيلة شائعة للسيطرة على السكان. وغالبا ما يقتل المزارعون أبنهم الثاني أو الثالث. استمر مابيكي في القرن التاسع عشر وأوائل القرن العشرين. كان يُنظر إلى حمل التوائم على أنهما شيء سيء، وبُذلت جهود لإخفاء أو قتل أحد التوائم أو كليهما.

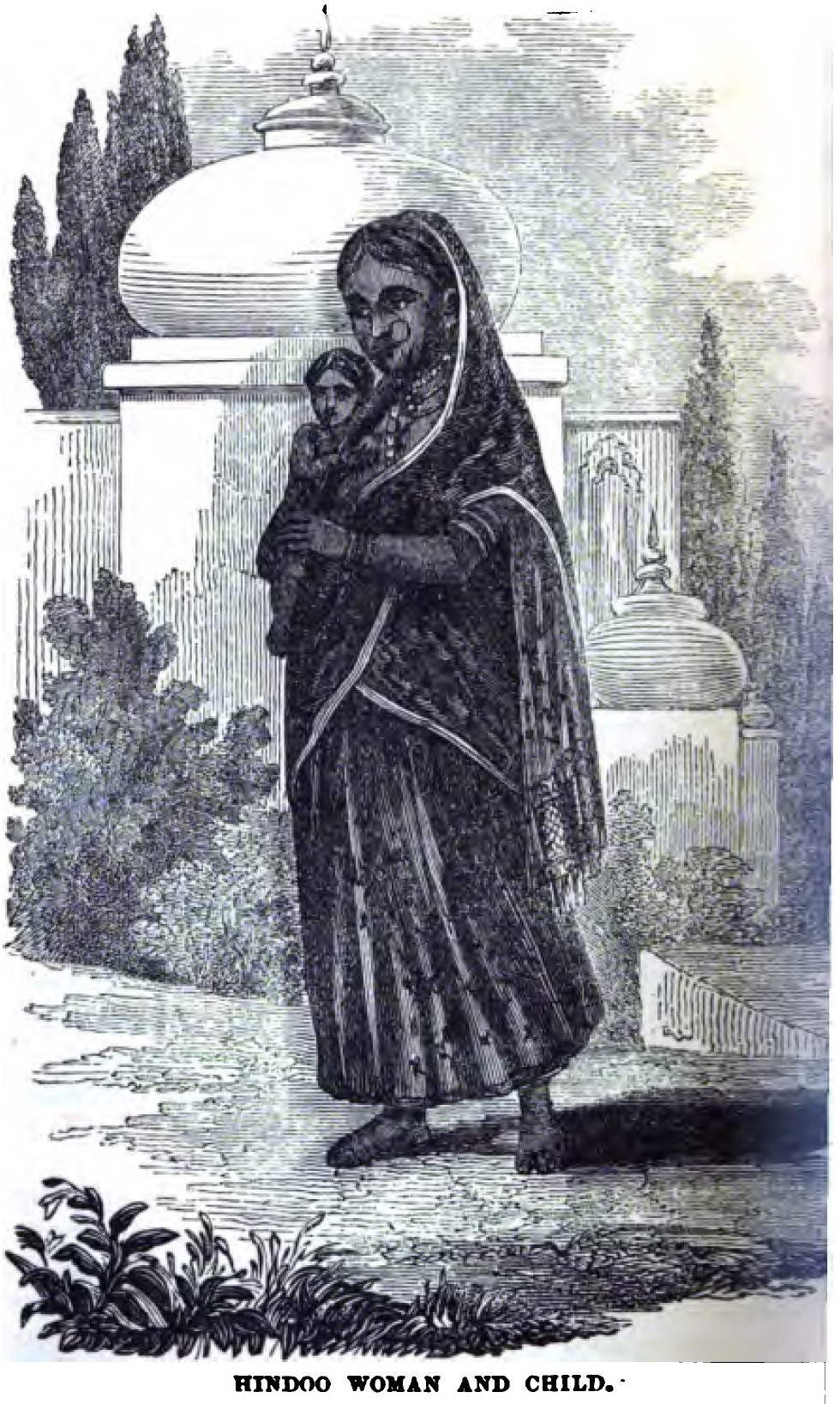
امرأة هندوسية تحمل طفلها لتغرقه في نهر الغانج في البنغال (1852)

#### الهند
كان قتل الإناث من حديثي الولادة موجودًا في منهجيات راجبتس الإقطاعية في جنوب آسيا للأطفال الإناث غير الشرعيات خلال العصور الوسطى. كانت ممارسة قتل الإناث مألوفة أيضًا بين كوتش وكيتري وناجار وبنغال وميزيد وكالويريز في سكان الهند وأيضًا بين السند في الهند البريطانية.
لم يكن من غير المألوف أن يقوم الآباء بإلقاء طفل على أسماك القرش في نهر الجانج كذبيحة. لم يتمكن المستعمرون البريطانيون من حظر هذه العادة حتى بدايات القرن التاسع عشر.
وفقًا للناشطين الاجتماعيين، ظل قتل الإناث يمثل مشكلة في الهند حتى القرن الحادي والعشرين حيث قامت كل من المنظمات غير الحكومية والحكومة بحملات توعية لمكافحتها. في الهند، يعتبر قتل الإناث أكثر شيوعًا من قتل الذكور.

### أفريقيا
قُتل بعض الأطفال حديثي الولادة بسبب معتقدات الشر أو بسبب اعتبارهم غير محظوظين في بعض المجتمعات الإفريقية. تم التخلص من التوأم عادة في أريبو وكذلك شعب ناما في جنوب غرب إفريقيا وفي منطقة بحيرة فيكتوريا نيانزا وبواسطة تسوانا في شرق أفريقيا البرتغالية وفي بعض أجزاء إغبولاند وعلى يد شعب الكونغولي في صحراء كالاهاري. مارست جماعة الكيكويو - وهي أكثر الجماعات العرقية اكتظاظًا بالسكان في كينيا - التوائم.
قتل الأطفال في التقاليد والمعتقدات القديمة السائدة في جميع أنحاء البلاد. وجد استطلاع أجرته منظمة حقوق المعوقين الدولية أن 45% من النساء اللائي قابلتهن في كينيا تعرضن لضغوط لقتل أطفالهن المولودين بإعاقة. كان الضغط أعلى بكثير في المناطق الريفية.

### أستراليا

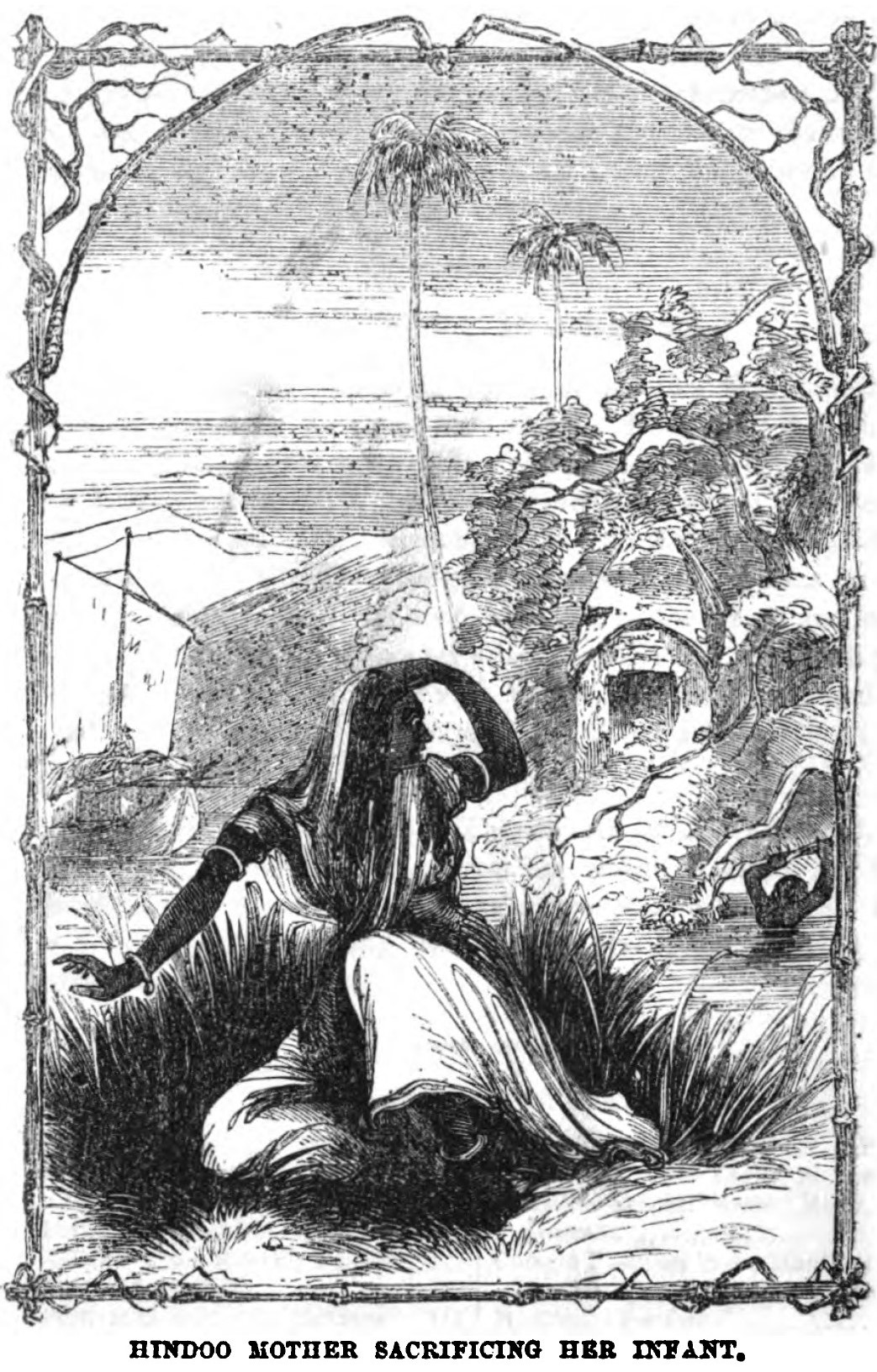
Hindoo Mother Sacrificing her infant (November 1853, X, p.120)

تشير الأدبيات إلى أن قتل الأطفال ربما يكون شائعًا بشكل معقول بين السكان الأصليين الأستراليين، في جميع مناطق أستراليا قبل الاستيطان الأوروبي. قتل الأطفال قد يكون استمر في الحدوث حتى الستينات.
أخبرت الكاتبة سوزانا دي فريس عام 2007 إحدى الصحف أن رواياتها عن عنف السكان الأصليين بما في ذلك قتل الأطفال خضعت للرقابة من قبل الناشرين في الثمانينيات والتسعينيات. أخبرت المراسلين أن الرقابة «نابعة من الذنب بشأن سؤال الأطفال المفقودة». بحث كيث ويندشاتل في الكتاب قائلاً إن هذا النوع من الرقابة بدأ في السبعينيات. في نفس المقال، أشار لويس نورا إلى أن قتل الأطفال في قانون السكان الأصليين العرفي ربما كان بسبب صعوبة الاحتفاظ بعدد كبير من أطفال السكان الأصليين؛ كانت هناك قرارات تتعلق بالحياة والموت لم يواجهها الأستراليون في العصر الحديث.

### أمريكا الشمالية

#### الإسكيمو
لا يوجد اتفاق حول التقديرات الفعلية لتكرار قتل المواليد الجدد بين سكان الإسكيمو. يذكر الكرمل شيري دراسات متنوعة تتراوح بين 15-50% إلى 80 ٪.
قتل الإسكيمو الأطفال بطرحهم في البحر. هناك حتى أسطورة باسم «الطفل غير المرغوب فيه»، حيث ترمي الأم طفلها في المضيق البحري.
اختفى قتل أنثى مواليد الإسكيمو في الثلاثينات والأربعينيات بعد اتصالهم بالثقافات الغربية من الجنوب.

#### كندا
يشير كتيب الهنود الحمر في أمريكا الشمالية إلى قتل الأطفال الأصليين في دين وفي.

#### الأمريكين الأصليين
في الشوشون الشرقية، كانت هناك ندرة للنساء الهنديات نتيجة قتل الإناث. مارس هنود ماريام قتل الأطفال على نطاق واسع في المنطقة المعروفة اليوم بجنوب تكساس. كان يجب الحصول على زوجات من المجموعات المجاورة.

#### المكسيك
روى بيرنال دياز أنه بعد الهبوط على ساحل فيراكروز صادفوا معبدًا مخصصًا لتيزكاتليبوكا. «في ذلك اليوم، ضحوا بصبيين وقطعوا صدورهم وعرضوا دمائهم وقلوبهم على هذا المعبود الرجيم». في كتاب الفتح الجديد لإسبانيا، يصف دياز المزيد من تضحيات الأطفال في البلدات قبل وصول الأسبان إلى مدينة الأزتك الكبرى في تينيتشتلان.

## العصور الحديثة
أصبح قتل الأطفال أقل شيوعًا في العالم الغربي. قدّر المعدل بحوالي 1 من بين 3000 إلى 5000 طفل من جميع الأعمار   و 2.1 لكل 100,000 حديث ولادة في السنة. يُعتقد أن قتل الأطفال اليوم مستمر بمعدل أعلى بكثير في المناطق التي تعاني من فقر شديد واكتظاظ سكاني، مثل أجزاء من الصين والهند. الرضع الإناث - آنذاك وحتى الآن - كانوا معرضون للخطر بشكل خاص. تشير التقديرات الحديثة إلى أن أكثر من 100 مليون فتاة وامرأة «مفقودة» في آسيا.

### بنين
على الرغم من حقيقة أن قتل الأطفال غير قانوني في بنين، يواصل الآباء سرًا عادات قتل الأطفال.

### كوريا الشمالية
وفقًا لما نشرته لجنة حقوق الإنسان في كوريا الشمالية، فإن البر الرئيسي للصين كان يعيد جميع المهاجرين غير الشرعيين من كوريا الشمالية الذين يسجنونهم عادة في مرفق قصير الأجل. تتعرض النساء الكوريات اللائي يشتبه في أنهن مشبوهات من قِبل الآباء الصينيين لعمليات الإجهاض القسري؛ الأطفال المولودين أحياءً يُقتلون أحيانًا بسبب التخلي عنهم في العراء أو يتم دفنهم أحياء.

### البر الرئيسي للصين
كانت هناك بعض الاتهامات بأن قتل الأطفال يحدث في البر الرئيسي للصين بسبب سياسة الطفل الواحد. في تسعينيات القرن العشرين، كان من المعروف أن امتدادًا معينًا لنهر اليانغتسي كان موقعًا شائعًا لقتل الأطفال عن طريق الغرق فجعلت المشاريع الحكومية الوصول إليه أكثر صعوبة. تشير الدراسات الحديثة إلى أن أكثر من 40 مليون فتاة وامرأة «مفقودة» في البر الرئيسي للصين (كلاسن ووينك 2003).

### الهند
استمرت هذه الممارسة في بعض المناطق الريفية في الهند. قتل الأطفال غير قانوني في الهند. 
وفقًا لتقرير حديث صادر عن منظمة الأمم المتحدة للطفولة (اليونيسف)، هناك ما يصل إلى 50 مليون فتاة وامرأة مفقودة من سكان الهند نتيجة للتمييز الجنسي المنهجي والإجهاض الانتقائي بسبب الجنس.

### باكستان
تزايدت حالات قتل الأطفال حديثي الولادة في باكستان بما يماثل زيادة في الفقر في جميع أنحاء البلاد. قٌتل أكثر من 1000 طفل - معظمهم من الفتيات - في باكستان في عام 2009 طبقًا لمنظمة خيرية باكستانية.

### إنجلترا وويلز
في إنجلترا وويلز كان هناك عادة 30 إلى 50 جريمة قتل لكل مليون طفل تقل أعمارهم عن سنة واحدة بين عامي 1982 و 1996. كلما كان الرضيع أصغر سنا، كلما زاد خطر التعرض للقتل.  كان معدل قتل الأطفال من 1 إلى 5 سنوات حوالي 10 لكل مليون طفل. معدل القتل للرضع أقل من عام واحد أعلى بكثير من المعدل العام للسكان. 

### الولايات المتحدة
في عام 1983، احتلت الولايات المتحدة المرتبة الحادية عشرة لقتل الرضع الذين تقل أعمارهم عن سنة واحدة، والرابعة لأولئك الذين قتلوا من 1 إلى 14 عامًا (الحالة الأخيرة لا تنطوي بالضرورة على القتل). في الولايات المتحدة، قُتل أكثر من 600 طفل على أيدي آبائهم في عام 1983.
بينما تركز التشريعات المتعلقة بقتل الأطفال في غالبية الدول الغربية على إعادة التأهيل معتقدين أن العلاج والتعليم سيمنعان من حدوث حالات قتل أخري، لا تزال الولايات المتحدة تركز على تنفيذ العقوبة. أحد مبررات العقاب هو صعوبة تنفيذ خدمات إعادة التأهيل. مع نظام السجون المكتظ، لا تستطيع الولايات المتحدة توفير العلاج والخدمات اللازمة.

### كندا
في كندا، تم الإبلاغ عن 114 حالة من حالات قتل الأطفال من قِبل أحد الوالدين خلال 1964-1968.

### إسبانيا
من عام 2013 إلى مارس 2018، تم الإبلاغ عن 28 حالة قتل أطفال من قبل 22 من الأمهات وثلاث من زوجات الأب في إسبانيا. كانت القضية الأكثر شهرة هي مقتل برناردو غونزاليس بارا في عام 1910 التي ارتكبها فرانسيسكو ليونا روميرو وخوليو هيرنانديز رودريغيز وفرانسيسكو أورتيغا المورونو وأغوستينا رودريغيز.